# Martin Charteris
Martin Charteris (Londres, 7 de septiembre de 1913 - Cheltenham, 23 de diciembre de 1999) fue un oficial del Ejército Británico y cortesano que ocupó el cargo de secretario privado de la reina Isabel II del Reino Unido.

## Primeros años y educación
Charteris fue el segundo de los dos hijos de Hugo Francis Charteris, Lord Elcho (1884-1916), y Lady Violet Catherine Manners (fallecida en 1971). Sus abuelos paternos fueron Hugo Charteris, undécimo conde de Wemyss, y Mary Constance Wyndham; sus abuelos maternos fueron Henry Manners, octavo duque de Rutland y Violet Lindsay. Su padre, un abogado, fue asesinado en acción en Egipto en la Primera Guerra Mundial, y su madre se volvió a casar en 1922. Su hermano David le sucedió como duodécimo conde de Wemyss tras la muerte de su abuelo en 1937.
Fue educado en Eton y el Royal Military College, en Sandhurst, y fue comisionado en el Royal Rifle Corps del Rey. Luchó en el Medio Oriente durante la Segunda Guerra Mundial, ascendiendo al rango de teniente coronel. A su regreso, se casó con Mary Margesson (hija del primer vizconde de Margesson) el 16 de diciembre de 1944 en Jerusalén y tuvieron tres hijos. Se retiró del Ejército en 1951.

## Carrera
En 1950, fue nombrado secretario privado de la princesa Isabel, que entonces era duquesa de Edimburgo y heredera del trono británico como primogénita de su padre, el rey Jorge VI del Reino Unido. Desde su adhesión en 1952 hasta 1972, se desempeñó como su secretario privado adjunto bajo la dirección de Michael Adeane. Tras la jubilación de Adeane en 1972, fue ascendido a secretario privado. Ocupó este cargo hasta su jubilación en 1977 y regresó al Eton College como su rector.
Charteris se destacó por su franca entrevista, concedida a The Spectator en 1995, en la que describió a la duquesa de York como «vulgar», al príncipe de Gales como «quejica» y a la reina madre como «una especie de avestruz» que «no mira» lo que «no quiere ver».

## Honores

### Honores británicos
- Oficial de la Orden del Imperio Británico (División Militar) en los Honores de 1946.[5]
- Miembro de la Real Orden Victoriana en los Honores de Coronación de 1953.[6]
- Compañero de la Orden del Baño en los Honores de 1958.[7]
- Caballero Comandante de la Real Orden Victoriana en los Honores de 1962.[8]
- Recibió la versión de la Reina Isabel II de la Medalla por Servicio Fiel y Largo de la Casa Real en 1970 por 20 años de servicio a la Familia Real.
- Caballero Comandante de la Orden del Baño en los Honores de 1972.[9]
- Caballero de la Gran Cruz de la Real Orden Victoriana en los Honores de 1976.[10]
- Caballero de la Gran Cruz de la Orden del Baño, 11 de agosto de 1977.[11]
- Orden de servicio de la reina en los honores de Año Nuevo de 1978.[12]
- Real Cadena Victoriana, 7 de julio de 1992.[13]

### Honores extranjeros
- Austria: Gran condecoración de honor en plata por servicios prestados a la República de Austria (1966).[14]
- Malasia: Gran Comendador Honorario de la Orden de la Lealtad a la Corona de Malasia (1972).

## En la cultura popular
En las dos primeras temporadas de la serie de Netflix de The Crown, Charteris fue interpretado por Harry Hadden-Paton. En las temporadas 3 y 4, el Charteris más maduro fue interpretado por Charles Edwards. Charteris se jubiló en 1977 como secretario privado. En The Crown fue retratado ocupando el cargo mucho más tiempo que en la realidad.